# 气藓
气藓（学名：Aerobryum speciosum）为蔓藓科气藓属下的一个种。